# Kathetostoma laeve
Espèce
Kathetostoma laeve est une espèce de poisson de la famille des Uranoscopidae pouvant atteindre 75 cm de long que l'on rencontre sur le plateau continental entourant la Nouvelle-Zélande et bordant le sud de l'Australie.